# Roser Calafell Serra
Roser Calafell Serra   (Barcelona, 1973) és una il·lustradora catalana. Ha treballat amb Roser Capdevila dibuixant Les Tres Bessones. A La Galera ha publicat llibres com La meva primera història de Catalunya i Anem al Camp Nou. Viu al barri d'Horta.